# Göda
Göda (górnołuż. Hodźij) – miejscowość i gmina w Niemczech, w kraju związkowym Saksonia, w okręgu administracyjnym Drezno, w powiecie Budziszyn, w Łużycach Górnych, na zachód od Budziszyna.

## Historia
Historia Gödy sięga 1000 lat. Od średniowiecza aż do IX wieku miejscowość była miejscem spotkań lokalnego sądu – procesy odbywały się tu według starego łużyckiego prawa. Pierwszy raz wzmiankowana w 1006 jako Godoui, później Godowe, Godów w XIII i XIV w.; Gedaw — w XV i XVI w., potem Gedau, teraz Goda, łuż. Hodzij.
Cesarz Henryk II., po zawarciu traktatu z Bolesławem Chrobrym w 1005 pod Poznaniem, nadał kościołowi Miśnieńskiemu w 1007 r. trzy zamki: w Ostrownej, Drewnicy i Godowa.

## Dzielnice
Gmina dzieli się na sześć dzielnic:
- Coblenz (Koblicy) z Dobranitz (Dobranecy), Kleinpraga (Mała Praha), Nedaschütz (Njezdašecy), Pietzschwitz (Běčicy) i Zischkowitz (Čěškecy)
- Göda (Hodźij) z Birkau (Brěza), Buscheritz (Bóšericy), Dahren (Darin), Döbschke (Debiškow), Jannowitz (Janecy) i Semmichau (Zemichow)
- Kleinförstchen (Mała Boršć) z Dreistern (Tři Hwězdy), Neu-Bloaschütz (Nowe Błohašecy), Oberförstchen (Hornja Boršć), Preske (Praskow) i Siebitz (Dźiwoćicy)
- Prischwitz (Prěčecy) z Dreikretscham (Haslow), Muschelwitz (Myšecy), Paßditz (Pozdecy) oraz Liebon (Liboń), Sollschwitz (Sulšecy), Storcha (Baćoń) i Zscharnitz (Čornecy)
- Seitschen (Žičeń) z Kleinseitschen (Žičeńk)
- Spittwitz (Spytecy) z Spittwitz (Spytecy), Leutwitz (Lutyjecy) i Neuspittwitz (Nowe Spytecy),

## Osoby

### urodzone w Göda
- Jaroměr Hendrich Imiš – pastor serbołużycki w latach 1858-1897

### związane z gminą
- Michał Frencel – pastor, tłumacz Biblii

## Współpraca
- Kunfehértó, Węgry